# Poulter Glacier
Poulter Glacier är en glaciär i Antarktis. Den ligger i den centrala delen av kontinenten. Nya Zeeland gör anspråk på området. Poulter Glacier ligger 2 101 meter över havet.
Terrängen runt Poulter Glacier är kuperad åt nordväst, men åt sydost är den platt. Poulter Glacier ligger nere i en dal. Trakten är obefolkad. Det finns inga samhällen i närheten. 